# فرناندو مارسال
فرناندو مارسال أوليفيرا (بالبرتغالية: Fernando Marçal Oliveira) (ولد في 19 فبراير 1989)، والمعروف باسم مارسال، لاعب كرة قدم محترف برازيلي يلعب كمدافع لنادي أولمبيك ليونيه الفرنسي.

## وصلات خارجية
- فرناندو مارسال على موقع الاتحاد الأوربي (الإنجليزية)
- فرناندو مارسال على موقع اتحاد تركيا (لاعب) (الإنجليزية)
- فرناندو مارسال على موقع قاعدة بيانات كرة القدم.إي يو (الإنجليزية)
- فرناندو مارسال على موقع ليكيب (الفرنسية)
- فرناندو مارسال على موقع Soccerbase.com (لاعب) (الإنجليزية)
- فرناندو مارسال على موقع Soccerway.com (الإنجليزية)
- فرناندو مارسال على موقع عالم كرة القدم.نت (الإنجليزية)
- فرناندو مارسال على موقع AS.com (الإسبانية)

- قالب:ForaDeJogo
- Marçal  على سكروي